# اسلاووتا
اسلاووتا (به اوکراینی: Славута) شهری در استان خملنیتسکی در کشور اوکراین واقع شده‌است. جمعیت این شهر ۳۵,۰۶۸ نفر (۲۰۲۱ تخمینی) است.

## نگارخانه

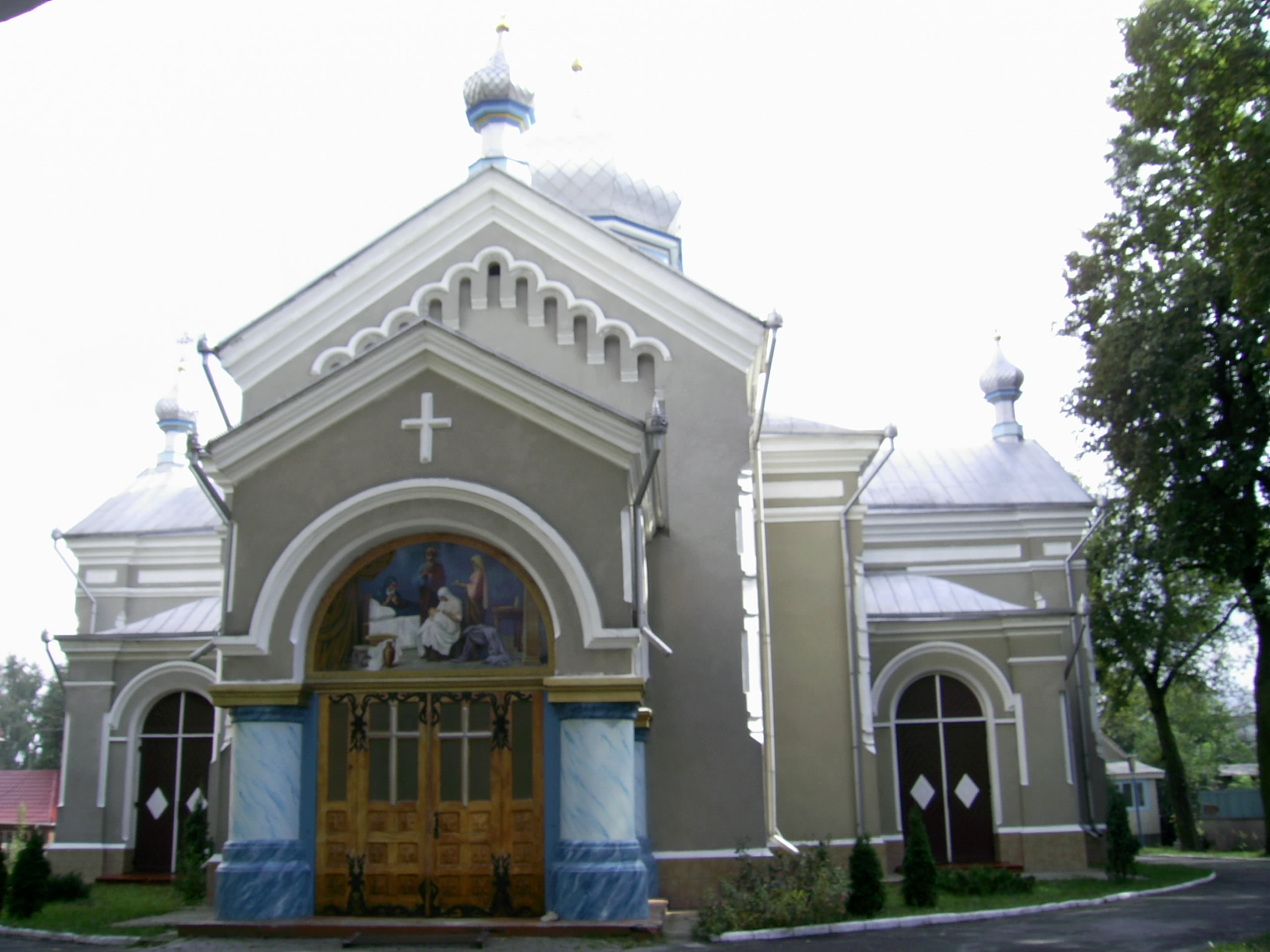
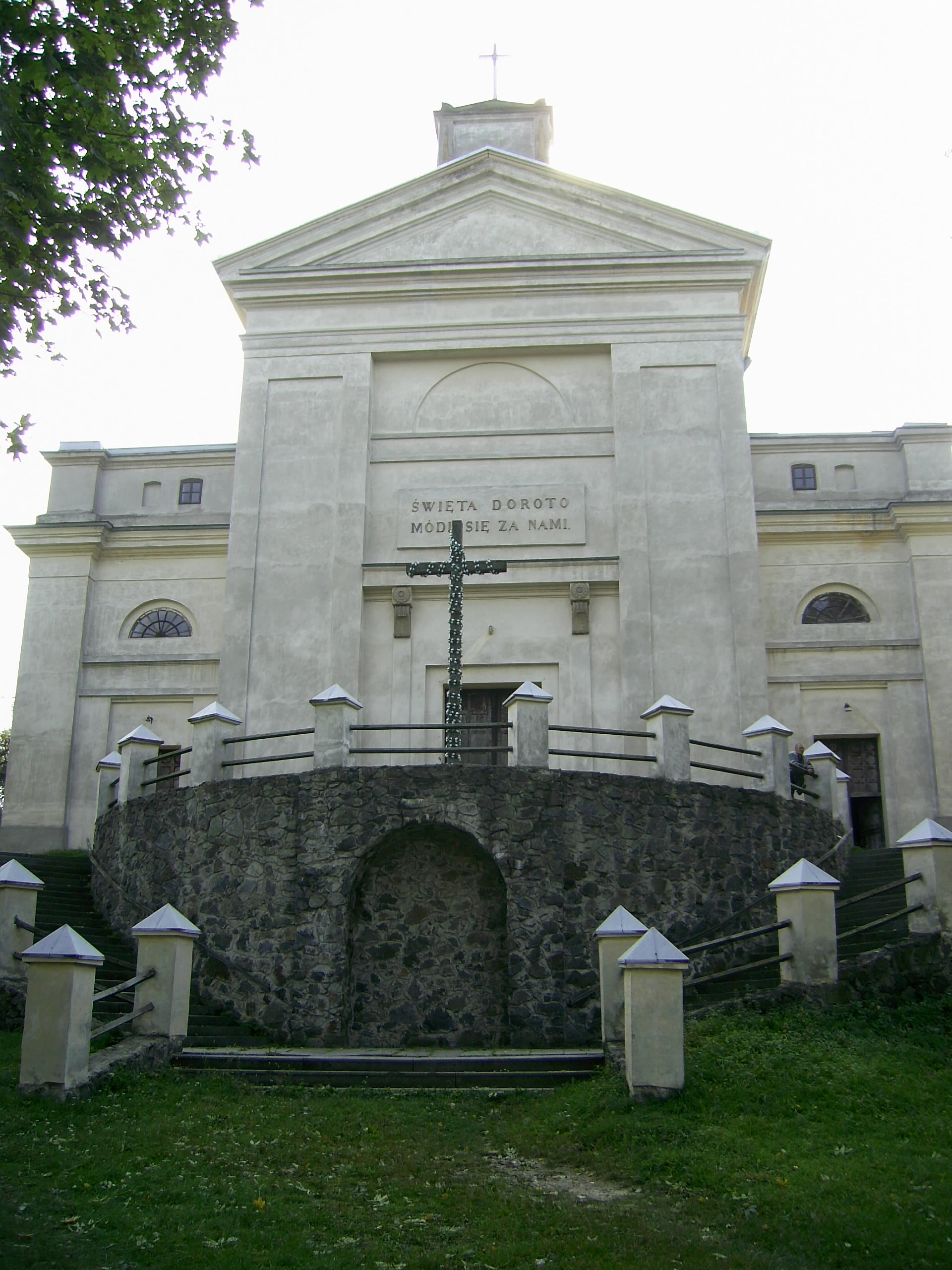
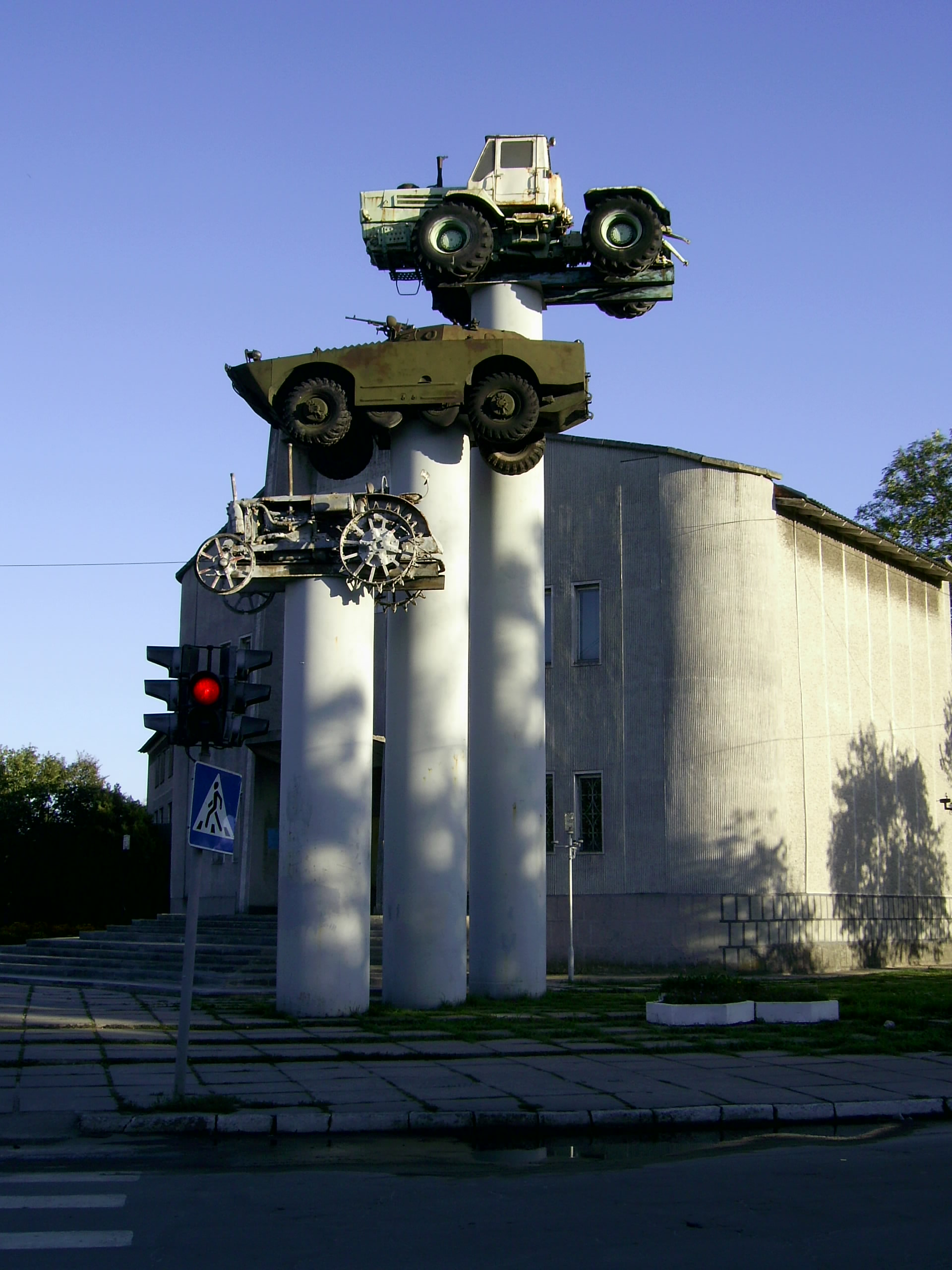
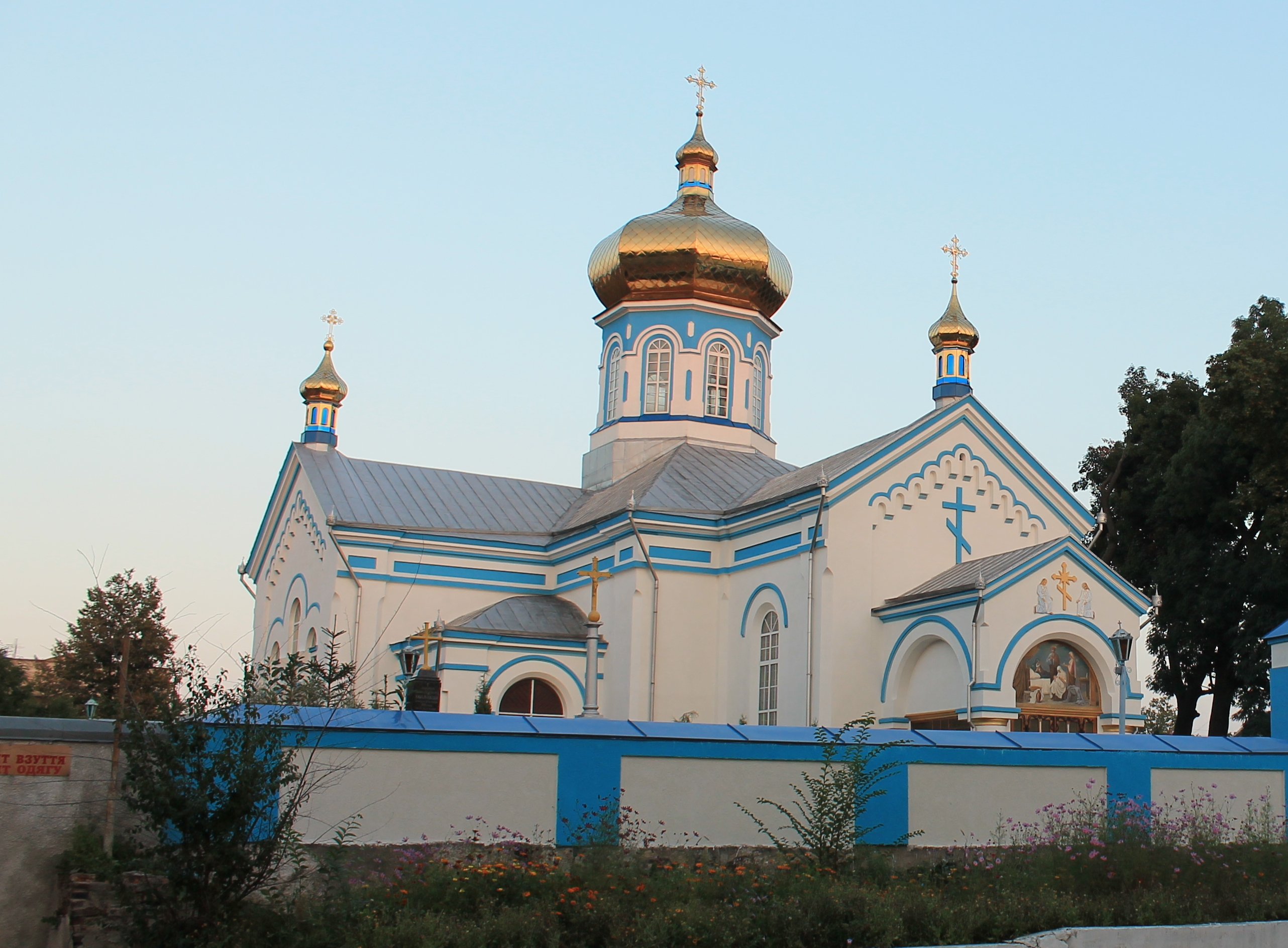
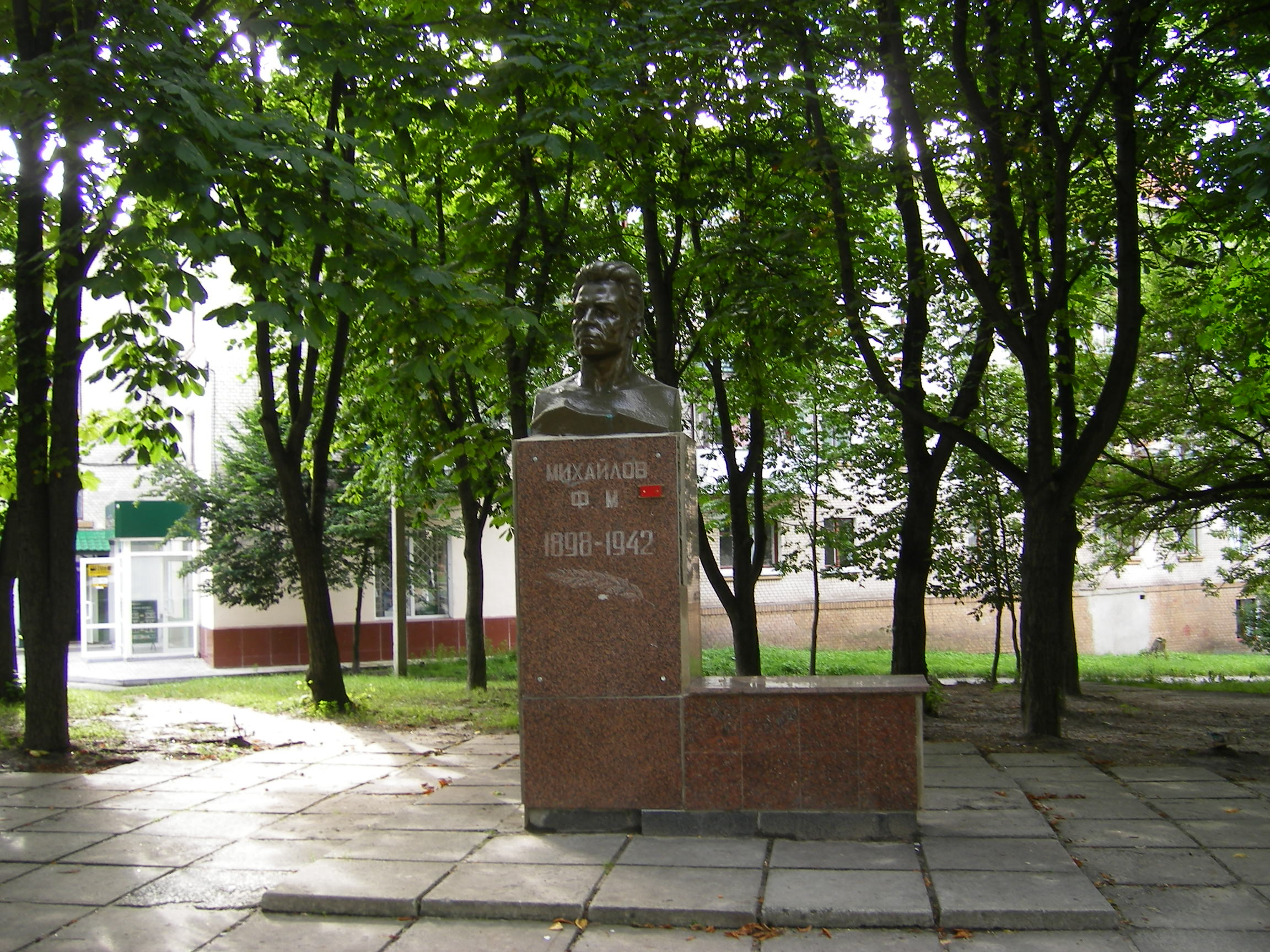